# 対テロ特殊部隊 (セルビア警察)

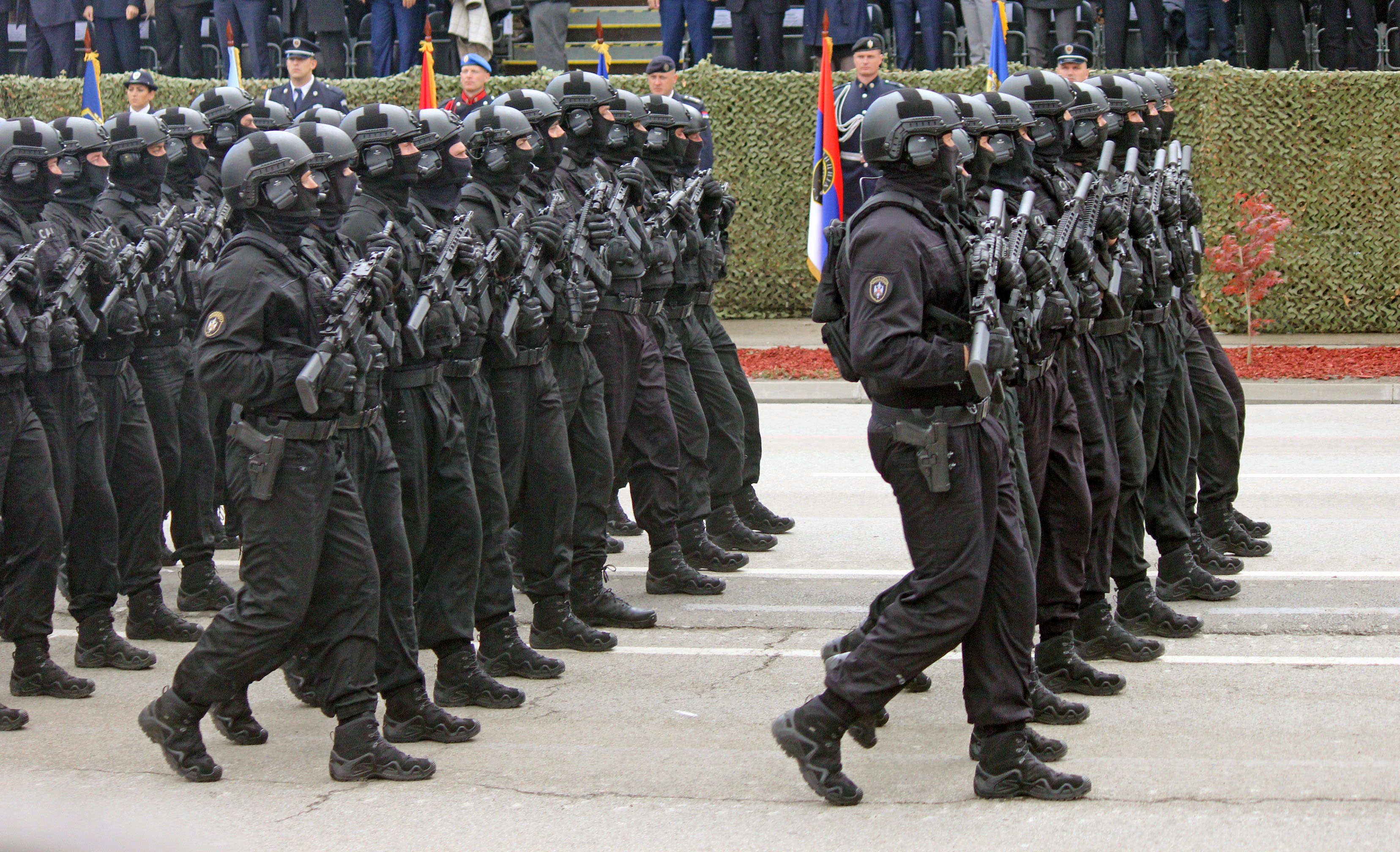
SAJの隊員

対テロ特殊部隊(たいてろとくしゅぶたい,セルビア語: Специјална антитерористичка јединица, САЈ / SAJ)はセルビア警察の特殊部隊。

## 歴史
ユーゴスラビア統治時代の1978年、ヨーロッパ全土で複数のテロ組織が活動している状況(セルビアでも1968年にベオグラードの映画館で爆破テロがあった)に対応するために創設された。
1994年のコソボ紛争ではコソボ解放軍の分離主義勢力の鎮圧に従事。2001年にはJSO部隊による反乱事件を解決するため出動した(交渉の結果、JSOは撤退)。
セルビアの現体制において、SAJは主に都市部での対テロ作戦を行い、農村など地方のテロ犯罪の解決は(JSOの実質的後継である)対テロ部隊(PTJ)が担っていたが、2016年にPTJはSAJと合併した。

## 編成
- チームA (対ハイジャックおよび抗反乱)
- チームB (対ハイジャックおよび抗反乱)
- チームC (警察犬の運用、爆発物および生化学兵器の無力化、狙撃、ダイビング)
- チームD (ロジスティクス、医療)

## 装備
- グロック17
- ベネリ M4 スーペル90
- H&K MP5
- ツァスタバ M21
- M4カービン (M4コマンドー)
- SIG SG552
- SAKO TRG